# Metadina trichotoma
Metadina es un género monotípico de plantas con flores perteneciente a la familia Rubiaceae. Su única especie:  Metadina trichotoma, es originaria de Asia.

## Descripción
Es un árbol de hoja perenne, que alcanza un tamaño de 5-10 m de altura, las ramas cilíndricas, de color marrón y gris, puberulentas a glabras, por lo general  con lenticelas blancas planteadas. Pecíolo 3-10 mm, glabro; las hojas,  lanceoladas, elíptico-lanceoladas o aovado-oblongas, de 6-20 × 2-7 cm, el haz glabro y brillante más bien, el envés glabro a puberulento o por lo menos tomentuloso a lo largo de las venas, la base de aguda a obtusa, con nervaduras secundarias 8-12 pares, estípulas deltoides  triangulares, de 5-8 mm, agudas a obtusas. Las inflorescencias con pedúnculos de 1.5-3 cm, por lo general articulado, con flores en las cabezas de 6-7 mm de diámetro.El fruto en cápsulas obovoides de 1,5 mm. Fl. y fr. Abril-diciembre.

## Distribución y hábitat
Se encuentra en los bosques cerca de los arroyos de los valles; a una altitud de 300-1400 metros en Guangdong, Guangxi, Hunan, Yunnan de China y en Camboya, India, Indonesia, Laos, Malasia, Birmania, Filipinas, Tailandia y Vietnam.

## Taxonomía
Metadina trichotoma fue descrita por (Zoll. & Moritzi) Bakh.f. y publicado en Taxon 19: 472, en el año 1970.
Sinonimia
- Adina aralioides (Zoll. & Moritzi) Benth. & Hook.f. ex B.D.Jacks.
- Adina parvula Geddes
- Adina polycephala Benth.
- Adina polycephala var. macrophylla Hook.f.
- Adina polycephaloides Craib
- Adina trichotoma (Zoll. & Moritzi) Benth. & Hook.f. ex B.D.Jacks.
- Adina zschokkei Elmer
- Aidia polycephala var. macrophylla Hook.f.
- Cephalanthus aralioides Zoll. & Moritzi
- Nauclea aralioides (Zoll. & Moritzi) Miq.
- Nauclea capitellata Voigt
- Nauclea polycephala Wall. ex G.Don
- Nauclea trichotoma Zoll. & Moritzi	basónimo
- Ourouparia polycephala (A.Rich. ex DC.) Baill.[4]